# ジョシュ・ガルッチ

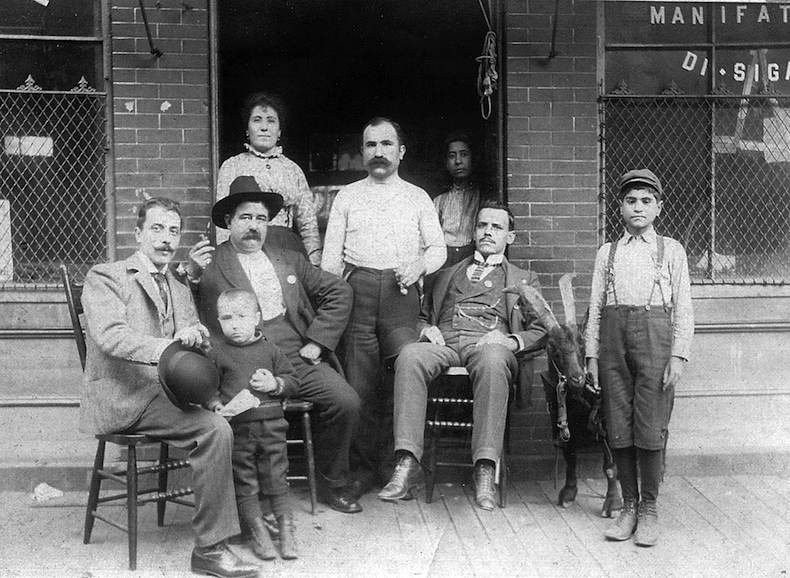
ジョシュ・ガルッチ（左から2番目の口髭の人物）。後ろは妻、前は息子のルカ（1900年頃）

ジョシュ・ガルッチ（Giosue Gallucci, 1865年12月10日-1915年5月21日）は、ニューヨークのナポリ系ギャング。ハーレム一帯を支配し、移民ビジネスで富豪になり、「リトルイタリーの市長」と呼ばれた。イタリア語では、ジョズエ・ガルッチ。

## 来歴

### 初期
ナポリ移民。1892年3月11日渡米。イーストハーレムに定住。当初ロウアー・マンハッタンでワゴンに果物をいれて行商していた。その後ハーレムに拠点を移した。パン屋、タバコ屋、コーヒーショップなど多彩なビジネスを展開した。ハーレム109丁目の自宅は3階建ての煉瓦造りの家で1階がパン屋だった。1898年4月、愛人のジョセフィーヌ・インセルマ殺害で逮捕されたが、のち釈放された。事件を担当したニューヨーク市警のジョセフ・ペトロジーノがガルッチの身元をナポリ警察に照会すると、「危険な犯罪者で、強請ギャングのメンバー。素行の悪さから警察の常時監視対象。窃盗、非行で数回有罪、窃盗、治安妨害、恐喝、傷害で9回逮捕」という回答が返ってきた。

### ハーレムのボス
石炭や氷など移民の生活必需品の流通を支配し、高値を付けて移民から金を搾り取った。豊富な資金を元に賭博ギャングに運営資金を貸し、ハーレムのポリシーゲーム（ナンバーズ賭博の一種）の営業を支配下に置いた。ガルッチの許可なしにポリシーを運営できなかった。イタリアン・ロッテリー（イタリア式富くじ）の販売所を自宅地下に開設し、ほぼ毎月の抽選で賞金は1等のみの1000ドルを払ったが、支払いと同時に、部下のギャングが当選者から賞金を取り返した。イタリアンロッテリーはニューヨーク近郊の都市に支部を置いて拡大し、多額の金を吸い上げた。ハーレムの馬泥棒ギャング団がやっていた馬の転売から一定の分け前を受け取った。売春宿を経営し、「キング・オブ・ホワイトスレイバリー（売春王）」のあだ名が付いた。
シチリア系、ナポリ系ギャングを違法ギャンブルの防衛や反逆者の制裁など汚れ役の仕事に雇い、モレロ一家では特にロモンテ兄弟と懇意にした。政治組織タマニーホールと結託し、選挙になると政敵への妨害工作を仕切り、組織票を集めて地元の政治家を自在に動かした。警官や役人を支配下に置き、営業許可や建設許可はフリーパスで、裁判では判事の援護を得た。1910年、モレロ一家のイニャツィオ・ルポやジュゼッペ・モレロが監獄送りになると、ハーレムにおけるテリトリーを拡大、ボスとして振る舞い、権勢は頂点に達した。

### ギャング抗争
1910年代前半、ナポリ系ギャングのアニエロ・"ゾッポ"・プリスコに金の無心をされ、互いに仲間を殺しあう抗争に発展した。1912年9月、ガルッチのボディーガードで賞金稼ぎの元ボクサー、アントニオ・ザラカがプリスコ一味に銃殺されると、同年12月、和解と称してプリスコを自宅のパン屋に招き寄せ、甥のジョン・ルッソマノが背後から銃殺した。プリスコに脅迫されて正当防衛で発砲したと主張し、無罪となった。1913年2月、プリスコの仲間アマディオ・ブオノモにルッソマノやボディーガードのカパロンゴを襲撃され（カパロンゴ死亡）、同年4月、仕返しに配下のギャングを使ってブオノモを銃殺した。以後、何度も命を狙われたが、逃れた。
1913年7月、多発する殺人事件に業を煮やした当局が40人のハーレムギャングを一斉に摘発したが、主目的はガルッチの犯罪組織を炙り出すことだった。ガルッチ、ルッソマノらとも保釈金を払って釈放された。一連の抗争でガルッチのボディーガードが通算7人以上殺された。ガルッチのボディーガードになるとすぐ標的にされるため、ガルッチはボディーガードを雇うのを止めた。かつてプリスコとガルッチの会談場所を提供した理髪屋のデルゴーディオ兄弟がイタリアンロッテリーを始めようとしてガルッチに拒絶され、揉めていたが、1914年10月ニコラ・デルゴーディオが殺害され、ガルッチの仕業とされた。ガルッチの事業の護衛・執行を請け負っていたモレロ一家がデルゴーディオ暗殺に協力したとされる。ブオノモもデルゴーディオ兄弟も、ブルックリンのネイビーストリートギャングと繋がりがあった。元々の抗争の発端となったアニエロ・プリスコも、ハーレム利権を狙ったカモッラのペリグリーノ・モラノが裏で糸を引いていたとも報じられた。またこの間、モレロ一家と仲違いし、不和となったとされる。

### 暗殺
1915年5月17日、息子ルカとコーヒーショップにいるところを突然乱入した4人のガンマンに銃撃され、ルカは翌日死亡した。病院に運び込まれたガルッチは警察の事情聴取に自分で（問題を）解決すると言って証言を拒否した。3日後に死亡した。
ガルッチの多彩な利権を狙ったモレロ一家とブルックリンカモッラの共謀とされ、部分的にカモッラ仲間を殺された仕返しとされる。実行犯は、ジョー・"チャック"・ナザーロ、トニー・ロマノ、アンドレア・リッチらカモッラのメンバーとされる。ガルッチの賭博業その他多くの非合法ビジネスはモレロ一家が乗っ取り、ブルックリンの縄張りはカモッラが乗っ取った。
葬列パレードは1万人の見物人に見守られ、ハーレム109丁目が交通麻痺になった。葬列から埋葬まで、ガンファイト防止のため250人の警官や刑事が護衛した。

### ラルフ・ダニエロの証言
ネイビーストリートギャング（カモッラ）のメンバーだったラルフ・ダニエロが、1917年に政府密告者に転じ、裏社会の内部事情を暴露したが、ガルッチの犯罪についても証言した。
- 1912年3月の馬泥棒セクトのスピンネリ夫人[注釈 10]の殺害事件を首謀したのはガルッチ。
- 1912年頃、ガルッチは、様々な種類のギャンブルを支配し、盗難馬の転売やアーテチョークの行商から一定の分け前を得ていた。もし支払いがないと脅迫レターを送ったり暴行、時に殺人を実行した。
- シチリアギャングのテラノヴァ３兄弟、ロモンテ兄弟（フォーチュナトとトンマーゾ）と一緒に仕事した。
- ガルッチはどんな時でも常に「王様」扱いだった。
- ブルックリンシンジケート（カモッラ）は、ガルッチの成功を妬み、乗っ取ろうと試みた。

## エピソード
- 出身地別に徒党を組むのが通例だった当時のギャング社会で、ガルッチはナポリ系ともシチリア系とも分け隔てなく付き合っていた。
- 新聞でガルッチ絡みの事件が報じられる際、「キング」「リーダー」「ボス」などの最上級の装飾句で形容され、また新聞記事の常連になった[4]。
- 殺される一週間前、新聞のインタビューでブラックハンドのボスだという風評を否定した：「全くの間違い。私はパン屋や石炭・木炭店、靴の修理やその他似たような店を経営している。ブラックハンドのボスなどではない」「馬の窃盗、爆弾仕掛け、商店脅迫、子供の誘拐、殺人などに関与していると非難しているが、彼らは嘘を言っている。私が成功しているのを妬んでいるだけだ。最近頻発している殺人は強請ギャング同士の抗争の結果だ。彼らはギャンブル営業で縄張りを争っている。誰かがリーダーになろうとすればライバルが死を宣告する」[12]。ガルッチも同じ運命をたどった。
- 2000ドルのダイアモンドの指輪をはめ、3000ドルのダイアモンドボタンのシャツを着て、杖を振って街を闊歩した[9][13]。
- ゴッドファーザー PART IIの登場人物ドン・ファヌッチは、高価なスーツを着て街を歩きながら住民から金を取り立てる点などからガルッチを投影したキャラクターとも言われた[14]。